# 153e division d'infanterie (Allemagne)
Pour les articles homonymes, voir 153e division d'infanterie.
La 153e division d'infanterie est une des divisions d'infanterie de l'armée allemande (Wehrmacht) durant la Seconde Guerre mondiale. Cette division ayant servi principalement de réserve elle est également connue sous le nom de 153. Reserve-Division et 153. Ersatz-Division.

## Historique
La 153e division d'infanterie est formée le 26 août 1939 à Potsdam dans le Wehrkreis III en tant que division de l'Armée de remplacement sous le nom de Kommandeur der Ersatztruppen III.
Le 1er novembre 1939, elle est renommée Kommandeur der Ersatztruppen 1./III, le 8 novembre 1939 elle est nommée 153. Division et le 12 décembre 1939, Division Nr. 153.
Le 11 septembre 1942, elle est renommée 153e division de réserve (153. Reserve-Division) puis 153e division d'instruction (153. Feldausbildungs-Division) en décembre 1942.
Détruite en août 1944, elle est recréée en octobre 1944 toujours sous le nom de 153. Feldausbildungs-Division  avant de devenir en février 1945 la 153e Grenadier Division.

## Organisation

### Commandants
| Date                                   | Grade                  | Commandant              |
| -------------------------------------- | ---------------------- | ----------------------- |
| 1er septembre 1939 - 1er décembre 1939 | Generalleutnant        | Curt Schönheinz         |
| 1er décembre 1939 - 1er juin 1942      | Generalleutnant        | Otto Schröder           |
| 1er juin 1942 - 10 décembre 1942       | General der Kavallerie | Diether von Böhm-Bezing |

## Théâtres d'opérations
153e division d'infanterie
- Allemagne : septembre 1939 - Septembre 1942

153e division de réserve
- Allemagne : septembre 1942 - Décembre 1942

## Ordres de bataille
153e division d'infanterie
Mars 1940
- Infanterie-Ersatz-Regiment 23
- Infanterie-Ersatz-Regiment 76
- Infanterie-Ersatz-Regiment 218
- Schützen-Ersatz-Regiment 83
- Artillerie-Ersatz-Regiment 168
- Artillerie-Ersatz-Regiment (mot) 23
- Aufklärungs-Ersatz-Abteilung (mot) 3
- Panzer-Ersatz-Abteilung 5
- Panzer-Ersatz-Abteilung 10
- Panzerjäger-Ersatz-Abteilung 5
- Pionier-Ersatz-Bataillon 3
- Pionier-Ersatz-Bataillon 23
- Pionier-Ersatz-Bataillon 208
- Eisenbahn-Pionier-Ersatz-Bataillon 4
- Eisenbahn-Pionier-Ersatz-Bataillon 5 (jusqu'à novembre 1940)
- Nachrichten-Ersatz-Abteilung 3
- Nachrichten-Ersatz-Abteilung 23
- Kraftfahr-Ersatz-Abteilung 3

153e division de réserve
- Reserve-Infanterie-Regiment 23
- Reserve-Infanterie-Regiment 218
- Reserve-Infanterie-Regiment 257
- Reserve-Artillerie-Regiment 3
- Reserve-Pionier-Bataillon 3